# 愛日・麻衣のあい♥まいSTATION
愛日・麻衣のあい♥まいSTATION（まなび・まいのあいまいすてーしょん）とは、2001年4月から2002年3月まで東海ラジオ、FM FUJIで放送されていたラジオ番組。
東海ラジオ制作で、FM-FUJI、KBS京都でも放送された。

## パーソナリティ
- 水野愛日
- 中原麻衣

## 放送時間
- 東海ラジオ 毎週月曜日 21:10〜21:40 → 毎週火曜日 21:00〜21:30
- FM FUJI 毎週日曜日 22:00〜22:30